# Roberto Dib Ashur
Roberto Antonio Dib Ashur (Salta, 31 de enero de 1972) es un contador público argentino que actualmente se desempeña como Ministro de Economía y Servicios Públicos durante el gobierno de Gustavo Sáenz y anteriormente se había desempeñado como Ministro de Educación, Ciencia y Tecnología durante cinco años en el gobierno de Juan Manuel Urtubey.

## Biografía
Roberto Dib Ashur nació en Salta el 31 de enero de 1972. Se mudó a la Ciudad de Córdoba para estudiar contaduría en el año 1991 y se egresó de la carrera en el año 1996. Luego de recibirse realizó diversos estudios de postgrado: es Máster en Economía, Magíster en Economía, tiene también una maestría en Liderazgo Estratégico y Liderazgo Empresarial. Además, posee capacitación en liderazgo en la Escuela de Gobierno John Fitzgerald Kennedy, perteneciente a la Universidad de Harvard, en Estados Unidos.
Es profesor de la Universidad Nacional de Salta y titular de la materia Liderazgo y Resolución de Conflictos, correspondiente a la Maestría en Administración Pública. Es profesor en la asignatura Economía para Empresarios, de la Maestría en Administración de Negocios, dictada en la Escuela de Negocios de la Universidad Católica de Salta, donde también ocupa el cargo de Vicerrector Administrativo, Profesor de Macroeconomía, Política Económica y gestión Financiera, de la carrera de Posgrado en Especialización en Gestión de la Construcción.
Entre diciembre de 2007 y febrero de 2008 fue convocado por el Intendente de la Ciudad de Salta, Miguel Ángel Isa para que fuese Subsecretario de finanzas del municipio capitalino. Y en ese año junto a otros socios fundó Delta Consultores, una consultora que se encarga de asesorar a diversas empresas.
En el año 2009, el gobernador Juan Manuel Urtubey lo convoca y le ofrece el cargo de Subsecretario de financiamiento internacional. Cargo que aceptaría y en el cual juraría el 22 de octubre de 2009.
Urtubey en el año 2011 le ofrece asumir como ministro de educación para hacerse cargo de la cartera educativa durante su segundo mandato como gobernador. Cargo que sería aceptado por Dib Ashur y juraría el 12 de diciembre de 2011 como nuevo Ministro de Educación, Ciencia y Tecnología de la Provincia de Salta sucediendo a la profesora López Figueroa.
En mayo de 2016 renuncia a su cargo como ministro luego de varios años al frente de la cartera para dedicarse al cargo de vicerrector administrativo de la Universidad Católica de Salta. Al frente de educación lo sucedería la, en ese entonces, secretaria de gestión educativa y profesora de historia, Analía Berruezo.
Participó de las elecciones legislativas de Salta en el 2017, presentándose primero como precandidato a diputado provincial por el Departamento de la Capital y luego fue oficializado como candidato en dicha categoría tras los resultados de las primarias. Dib Ashur encabezaría la lista de diputados provinciales de la capital del Frente Salteño que integraba la alianza Unidad y Renovación que respondía al espacio del gobernador Urtubey. En las PASO el espacio lograría un total de 11.581 votos que habilitaba al exministro de educación a participar de las elecciones generales. Dib Ashur lograría obtener un total de 14.285 votos, superando la actuación en las primarias. De todas maneras los votos obtenidos en las generales no serían suficiente para que Dib Ashur obtuviese una banca en la Cámara de Diputados de la Provincia de Salta.
Roberto volvería al ruedo político en el 2019 cuando el gobernador electo, Gustavo Sáenz, lo convocaría para formar parte de su gabinete. El exintendente de la capital salteña le ofreció el puesto de Ministro de Economía y Servicios Públicos, cargo que Dib Ashur aceptaría. Juró en el cargo el 10 de diciembre de 2019.